# 18. National Hockey League All-Star Game
Das 18. National Hockey League All-Star Game wurde am 10. Oktober 1964 in Toronto, Kanada, ausgetragen. Das Spiel fand im Maple Leaf Gardens, der Spielstätte des Stanley-Cup-Siegers Toronto Maple Leafs, statt. Die NHL-All-Stars gewannen 3:2 gegen die Maple Leafs. Das Spiel wurde von 14.232 Zuschauern besucht.

## Mannschaften
| #           | Land        | Spieler            | Pos.               | Team                |
| Torhüter    |             |                    |                    |                     |
| 1           | Kanada 1957 | Glenn Hall         | Glenn Hall         | Chicago Black Hawks |
| 25          | Kanada 1957 | Charlie Hodge      | Charlie Hodge      | Montréal Canadiens  |
| Verteidiger |             |                    |                    |                     |
| 2           | Kanada 1957 | Jacques Laperrière | Jacques Laperrière | Montréal Canadiens  |
| 3           | Kanada 1957 | Harry Howell       | Harry Howell       | New York Rangers    |
| 5           | Kanada 1957 | Elmer Vasko        | Elmer Vasko        | Chicago Black Hawks |
| 11          | Kanada 1957 | Pierre Pilote      | Pierre Pilote      | Chicago Black Hawks |
| 23          | Kanada 1957 | Leo Boivin         | Leo Boivin         | Boston Bruins       |
| Angreifer   |             |                    |                    |                     |
| 4           | Kanada 1957 | Jean Béliveau      | C                  | Montréal Canadiens  |
| 7           | Kanada 1957 | Bobby Hull         | LW                 | Chicago Black Hawks |
| 8           | Kanada 1957 | Norm Ullman        | C                  | Detroit Red Wings   |
| 9           | Kanada 1957 | Gordie Howe        | RW                 | Detroit Red Wings   |
| 10          | Kanada 1957 | Alex Delvecchio    | C                  | Detroit Red Wings   |
| 12          | Kanada 1957 | Rod Gilbert        | RW                 | New York Rangers    |
| 15          | Kanada 1957 | Murray Oliver      | C                  | Boston Bruins       |
| 16          | Kanada 1957 | Claude Provost     | RW                 | Montréal Canadiens  |
| 20          | Kanada 1957 | Camille Henry      | C                  | New York Rangers    |
| 21          | Kanada 1957 | Stan Mikita        | C                  | Chicago Black Hawks |
| 22          | Kanada 1957 | Johnny Bucyk       | LW                 | Boston Bruins       |

| #           | Land        | Spieler         | Pos.          |
| Torhüter    |             |                 |               |
| 1           | Kanada 1957 | Johnny Bower    | Johnny Bower  |
| 24          | Kanada 1957 | Terry Sawchuk   | Terry Sawchuk |
| Verteidiger |             |                 |               |
| 2           | Kanada 1957 | Carl Brewer     | Carl Brewer   |
| 7           | Kanada 1957 | Tim Horton      | Tim Horton    |
| 19          | Kanada 1957 | Kent Douglas    | Kent Douglas  |
| 21          | Kanada 1957 | Bobby Baun      | Bobby Baun    |
| 22          | Kanada 1957 | Larry Hillman   | Larry Hillman |
| Angreifer   |             |                 |               |
| 8           | Kanada 1957 | Gerry Ehman     | RW            |
| 9           | Kanada 1957 | Andy Bathgate   | RW            |
| 10          | Kanada 1957 | Chief Armstrong | RW            |
| 11          | Kanada 1957 | Ron Ellis       | RW            |
| 12          | Kanada 1957 | Ron Stewart     | RW            |
| 14          | Kanada 1957 | Dave Keon       | C             |
| 15          | Kanada 1957 | Billy Harris    | C             |
| 17          | Kanada 1957 | Don McKenney    | C             |
| 18          | Kanada 1957 | Jim Pappin      | RW            |
| 20          | Kanada 1957 | Bob Pulford     | LW            |
| 23          | Kanada 1957 | Eddie Shack     | RW            |
| 27          | Kanada 1957 | Frank Mahovlich | LW            |

## Spielverlauf

### NHL All-Stars 3 – 2 Toronto Maple Leafs
| Team       | Zeit  | Stand | Torschütze    | Vorlagengeber      | Vorlagengeber   |
| 2. Drittel |       |       |               |                    |                 |
|            | 30:47 | 1–0   | Leo Boivin    | Jacques Laperrière | Murray Oliver   |
|            | 31:45 | 1–1   | Kent Douglas  | Andy Bathgate      | Frank Mahovlich |
|            | 33:52 | 2–1   | Jean Béliveau | Bobby Hull         | Gordie Howe     |
| 3. Drittel |       |       |               |                    |                 |
|            | 46:11 | 3–1   | Murray Oliver | Johnny Bucyk       | Harry Howell    |
|            | 53:35 | 3–2   | Jim Pappin    | Gerry Ehman        |                 |

Schiedsrichter: John Ashley 

Linienrichter: Neil Armstrong, Matt Pavelich 

Zuschauer: 14.232